# José Joaquín González Edo
José Joaquín González Edo (Madrid, 1894 - Madrid, 12 de noviembre de 1989) fue un arquitecto y urbanista español del siglo XX. 
Cursó estudios en la Escuela Superior de Arquitectura de Madrid y  participó en varios concursos de artes decorativas. Dos años después obtuvo por oposición una plaza como arquitecto del Catastro Urbano del Ministerio de Hacienda, con destino en Cádiz. De aquí volvió a Madrid para trabajar como arquitecto, ya que en Cádiz su labor se limitó a hacer valoraciones catastrales. Después de varios años en Madrid, se instaló en Málaga definitivamente, desde donde realizó encargos en Melilla.

## Obras
- Ciudad Jardín de Almería.
- Parador nacional Hostería de Málaga Gibralfaro, de octubre de 1948.
- Plan Urbanístico de la Ciudad de Málaga de 1950.
- Edificio de viviendas "Desfile del Amor".